# やまとなでしこ (声優ユニット)
やまとなでしこは、声優の田村ゆかりと堀江由衣による日本の声優ユニット。略称（通称）は、やまなこ（やまな娘。）。解散はしていないが、2003年を最後に恒常的な活動は行っていない。

## 概要
- 1999年に文化放送系列のラジオ番組『SOMETHING DREAMS マルチメディアカウントダウン』（ドリカン）の中で結成された。
- かつてオフィシャルファンクラブ「flower garden」があったが、2001年3月末日付けで解散し、その代わりとして翌4月に、田村ゆかりオフィシャルファンクラブ「Mellow Pretty」及び堀江由衣オフィシャルファンクラブ「黒ネコ同盟」が設立された。

## 略歴
- デビューシングル「もうひとりの私」発売後、2000年4月30日に国立代々木競技場第一体育館で行われたドリカンの5周年イベントの前に、やまとなでしこ1000秒ライブが行われた。
- 2000年4月から6月まで『ラジオどっとあい脱!やまとなでしこ宣言』を放送。
- 2000年12月に、堀江がヒロイン・成瀬川なる役の声を担当していたアニメ『ラブひな クリスマススペシャル』の冒頭において、「恋の天使 舞い降りて」が挿入歌として使用された。そのシーンでそれを歌う本人達のアニメーションが描かれていた（同スペシャルのDVDで確認可能である）。
- 2001年3月に2ndシングル「Merry Merrily」（c/w「恋の天使 舞い降りて」）発売。
- 2002年3月にメインパーソナリティの冨永みーながドリカンを卒業。ドリカンは2人だけの番組となる。
- 2002年10月5日にドリカンが終了。
- 2003年5月25日から6月29日にかけて、コンサートツアー「やまとなでしこ First Tour '03」を、Zepp Sendai、大阪厚生年金会館、Zepp Sapporo、愛知厚生年金会館、Zepp Fukuoka、東京厚生年金会館で行った。

### 活動休止後
- 解散はしていないが、上述の2003年に行ったコンサートツアーを最後に、恒常的な活動は行っていない。
- 2007年12月に発売された『アニソンマガジン Vol.3』で堀江の特集が組まれ、その中のインタビューでユニット活動についても触れられ、やまとなでしこの活動再開の有無について「活動はお休みしているが、またやってみたい。でも、Aice5（2005年から2007年の間に活動していた堀江が作った別ユニット）で痛感したが、個々のメンバースケジュールを合わせるのは難しいことである。それが（活動再開できない）一番のネックである」と語っている。
- 活動休止以降も2人がコンビで共演する事例がある。
  - 2004年発売のドラマCD『銀のヴァルキュリアス』サウンドルネッサンスで、主人公ルカ役が堀江、ライバル役リーリア姫役が田村であった。
  - 2006年開始の『ひぐらしのなく頃に』シリーズでは、田村が古手梨花役、堀江が羽入役で出演した。
  - 2006年開始の『ツインエンジェルシリーズ』では元々『快盗天使ツインエンジェル』で田村が水無月遥役で出演、その後2009年の『快盗天使ツインエンジェル2』で堀江がテスラ・ヴァイオレットで出演以降共演が続いている。
  - 2007年、『シュガーバニーズ』において、しろうさ（堀江）、ももうさ・はなうさ（田村）で出演した。
  - 2010年、『B型H系』において、山田（田村）、竹下美春（堀江）で出演した。山田と竹下は親友という役どころ。
  - 2011年、『けんぷファー für die Liebe』において、エンディングテーマ「妄想少女A」を「美嶋紅音&セップククロウサギ (CV：堀江由衣&田村ゆかり)」名義で2人で歌唱した。
  - 2011年、『ベン・トー』において沢桔姉妹役（双子）で出演した。
  - 2012年、『境界線上のホライゾンII』においてメアリとエリザベスの姉妹役（双子）で出演した。
  - 2018年、『HUGっと!プリキュア』及び『映画 HUGっと!プリキュア♡ふたりはプリキュア オールスターズメモリーズ』において、堀江はキュアマジカル役、田村はキュアアムール役で出演した。　
  - 2019年、『ポプテピピック』テレビスペシャル青龍ver.（テレビ放送版）では、田村がポプ子役、堀江がピピ美役で出演した。
  - 2021年、『ゾンビランドサガ リベンジ』第7話と12話においてゲストキャラ楪舞々（声：花澤香菜）の高校の友人2人をこの2人が演じた（藤子を田村、駒子を堀江）。
  - 2022年、『怪人開発部の黒井津さん』ではヒーローコンビの魔法少女ピリアマギアをこの2人が演じる（マギアローゼを田村、マギアズワルトを堀江）。
  - 2022年、テレビ朝日のバラエティ番組『超人女子戦士 ガリベンガーV』番組3周年イベント「ガリベンガーV超感謝祭」よりスタートした新プロジェクトであるマスコットキャラプロジェクト「WORK ROID GIRL」から、堀江がブイ子役を、田村がロボフェッサー役を担当。
  - 2022年10月より第25シリーズ後半・新作が放送開始となる『おじゃる丸』で、ゲストキャラクターのうっちゃん＆さっちゃん(うっちゃんcv:堀江、さっちゃんcv:田村)を担当。

他にもCutie Honey Universe、Re:ゼロから始める異世界生活、それが声優!、クロスアンジュ 天使と竜の輪舞、咲-Saki- 全国編、ガールフレンド（仮）など、両名が同時に出演している作品は多数ある。

### 2024年のサプライズライブ出演と楽曲配信開始
- 2024年5月11日、田村と堀江がそれぞれソロで出演することが発表されていたライブイベント「KING SUPER LIVE 2024」（Kアリーナ横浜）に、やまとなでしことしてもサプライズ出演し、21年ぶりにユニットとしての活動を行った[1][2]。また、翌5月12日よりシングル「もうひとりの私」「Merry Merrily」のストリーミングおよびダウンロード配信が開始された[3]。

## ディスコグラフィ

### シングル
| 枚  | 発売日        | タイトル       | 規格品番  |
| --- | ------------- | -------------- | --------- |
| 1st | 2000年4月26日 | もうひとりの私 | KICA-505  |
| 2nd | 2001年3月21日 | Merry Merrily  | KICM-3006 |